# Pseudosicydium
Pseudosicydium é um género botânico pertencente à família Cucurbitaceae.

## Espécies
- Pseudosicydium acariaeanthum Harms

1. ↑  «Pseudosicydium — World Flora Online». www.worldfloraonline.org. Consultado em 19 de agosto de 2020